# Blairsburg
Blairsburg és una població dels Estats Units a l'estat d'Iowa. Segons el cens del 2000 tenia 235 habitants.

## Demografia
Segons el cens del 2000, Blairsburg tenia 235 habitants, 88 habitatges, i 71 famílies. La densitat de població era de 139,6 habitants per km².
Dels 88 habitatges en un 34,1% hi vivien nens de menys de 18 anys, en un 70,5% hi vivien parelles casades, en un 9,1% dones solteres, i en un 18,2% no eren unitats familiars. En el 18,2% dels habitatges hi vivien persones soles el 10,2% de les quals corresponia a persones de 65 anys o més que vivien soles. El nombre mitjà de persones vivint en cada habitatge era de 2,67 i el nombre mitjà de persones que vivien en cada família era de 3.
Per edats la població es repartia de la següent manera: un 28,9% tenia menys de 18 anys, un 7,2% entre 18 i 24, un 22,6% entre 25 i 44, un 30,2% de 45 a 60 i un 11,1% 65 anys o més.
L'edat mediana era de 39 anys. Per cada 100 dones de 18 o més anys hi havia 96,5 homes.
La renda mediana per habitatge era de 46.667 $ i la renda mediana per família de 49.375 $. Els homes tenien una renda mediana de 30.250 $ mentre que les dones 28.750 $. La renda per capita de la població era de 17.817 $. Cap de les famílies i el 0,9% de la població estaven per davall del llindar de pobresa.

## Poblacions més properes
El següent diagrama mostra les poblacions més properes.